# Pistolet maszynowy FBP M/948
FBP M/948 – portugalski pistolet maszynowy opracowany w 1948 roku

## Historia
Pistolet maszynowy FBP M/948 został opracowany przez mjr. Goncalvesa Gardoso pod koniec lat 40. XX wieku, na bazie amerykańskiego pistoletu maszynowego M3 i niemieckiego MP 40. Pistolet ten był produkowany w portugalskiej wytwórni Fábrica de Braço de Prata (FBP).
W połowie lat 70. XX wieku w firmie Indústrias Nacionais de Defesa EP (INDEP) opracowano nową wersję tego pistoletu maszynowego oznaczoną jako M/976, która w zasadzie nie różniła się od pierwowzoru, a jedynie inna była technologia jej wykonania.
Pistolet maszynowy FBP M/948 używany był przez armię portugalską w konfliktach zbrojnych na terenie Afryki (wojny w Mozambiku i Angoli).

## Opis techniczny
Pistolet maszynowy FBP M/948 jest bronią samoczynno-powtarzalną. Przystosowany jest do strzelania ogniem pojedynczym i ciągłym.
Broń działa na zasadzie odrzutu zamka swobodnego.
Zasilanie odbywa się z dwurzędowego magazynka pudełkowego o pojemności 32 nabojów, stanowi on równocześnie chwyt przedni.
Pistolet ma metalową kolbę wysuwaną wykonaną z pręta i gniazdo na mocowanie bagnetu.